# München Mord: Die Hölle bin ich
Die Hölle bin ich ist ein deutscher Fernsehfilm von Michael Gutmann aus dem Jahr 2014. Es handelt sich um die zweite Folge der Kriminalfilmreihe München Mord mit Bernadette Heerwagen, Alexander Held und Marcus Mittermeier in den Hauptrollen.

## Handlung
In München wird die Immobilienmaklerin Julika Amsel in ihrer Eigentumswohnung tot aufgefunden. Es sieht zunächst alles nach einem unglücklichen Haushaltsunfall aus. Dennoch wird das Team von Kriminalhauptkommissar Ludwig Schaller verständigt. Dort angekommen treffen die Ermittler Neuhauser und Flierl auf den Bruder des Opfers, Janosch, der fest davon überzeugt ist, dass seine Schwester ermordet worden ist. Nach Prüfung der Sachlage hegen auch die Ermittler Zweifel an einem Unfall. Die Lebensumstände der jungen Frau geben Rätsel auf, denn niemand scheint sie in den vierzehn Tagen seit ihrem Ableben vermisst zu haben. Ihren Festnetzanschluss hatte sie abgemeldet, Fotos von Freunden existieren nicht und auch ihr Maklerbüro, das die beiden bei ihren Ermittlungen besuchen, wirkt ähnlich steril. Für Schaller ist auffällig, dass Julika Amsel sich die Wohnung im luxuriösen Glockenbachviertel Münchens so einfach leisten konnte. Er erfährt, dass sie die Wohnung als Eigentumswohnung gekauft hatte. Da keine regelmäßigen Einkünfte von Julika Amsel nachweisbar sind, kommt Schaller zu der Überzeugung, dass derjenige, der ihr das Geld für den Kauf gegeben hat, auch für ihren Tod verantwortlich ist.
Janosch Amsel, der erst vor wenigen Tagen aus dem Justizvollzug entlassen worden ist, geht die Suche nach dem Mörder seiner Schwester zu langsam. Er nimmt die Sache in die eigenen Hände. Dabei geht er nicht zimperlich mit dem Hausmeister um, von dem er meint, etwas erfahren zu können. Die Ermittler folgen indessen einer Spur zu einem Freund Julikas, der erzählt, dass sie oft von Alpträumen verfolgt worden sei. Das Telefon habe sie abgemeldet, weil sie immer wieder merkwürdige Anrufe bekommen habe. Auch bei diesem Freund taucht Janosch Amsel auf und schlägt ihn nieder. Er fesselt und misshandelt ihn. Amsel findet Geld und ein Handy, das er an sich nimmt. Julikas Freund stirbt schließlich an den Folgen der Misshandlungen.
Neuhauser findet auf einer Pornoseite im Internet Aufnahmen, die Julika zeigen. Diese sind in einem Nachtclub in Rottach-Egern außerhalb Münchens gemacht worden, der vor einigen Jahren abgebrannt ist. Der Besitzer war seinerzeit Johannes Dengler, von dem Julika auch ihre Wohnung bekommen hatte. 
Angelika Flierl besucht Janosch Amsel und findet heraus, dass dieser eigene Ermittlungen führt und dabei ist, den Rächer seiner Schwester zu spielen. Sie fragt ihn daher nicht nach Dengler und den Nachtclub, um ihn nicht auf dessen Spur zu bringen. Auf dem Rückweg trifft Flierl die Bewährungshelferin Janoschs.
Inzwischen wird Johannes Dengler zu Schaller und Neuhauser vorgeladen. Neuhauser informiert ihn darüber, dass die Polizei über seinen abgebrannten Nachtclub und die Übertragung der Eigentumsrechte der Wohnung im Glockenbachviertel an Julika Amsel Bescheid weiß. Dengler leugnet aber die Zusammenhänge.
Das Ermittlerteam erfährt von Frau Rocker, der Bewährungshelferin, dass Janosch Amsel unheilbar an Bauchspeicheldrüsenkrebs erkrankt ist. Er hat also nichts mehr zu verlieren. Beim Versuch Amsel zu stoppen, muss Neuhauser feststellen, dass bereits jemand Amsel in dessen Zimmer im Obdachlosenheim auflauert. Dieser Mann hält Neuhauser für Amsel und will ihn niederschlagen. In Notwehr muss der Kommissar auf den Unbekannten schießen und trifft ihn tödlich. 
Angelika Flierl findet heraus, dass Johannes Dengler von Julika Amsel offenbar erpresst worden war, weil sie von der Brandstiftung an seinem Lokal wusste. Mit dem Geld der Versicherung konnte Dengler ein teures Grundstück in München kaufen und Julika Amsel half ihm dabei, eine frühere Mieterin aus dem alten Haus hinauszuklagen, um einen Neubau errichten zu können. Die ihr als Belohnung zugedachte Eigentumswohnung genügte Amsel aber schließlich nicht mehr, und sie forderte immer mehr, um ein sorgloses Leben wie Dengler und seine Frau führen zu können. Das Paar hatte deshalb einen Killer auf sie angesetzt, so wie anschließend auch auf ihren unbequemen Bruder. 
Da Dengler und seine Frau kurz davor sind, sich ins Ausland abzusetzen, fahren Flierl und Neuhauser zu deren Haus. Neuhauser, noch traumatisiert von der Auseinandersetzung mit dem Killer in Janosch Amsels Unterkunft, ist wie gelähmt und kann nicht aus dem Auto aussteigen. Er verspricht, später nachzukommen. In der Erwartung, gemeinsam mit Neuhauser das Paar verhaften zu können, legt Flierl ihre Karten auf den Tisch und beschuldigt Dengler und seine Frau, Schuld am Tod von Julika Amsel zu sein. Doch Neuhauser lässt seine Kollegin im Stich. Immerhin informiert er Ludwig Schaller, der mit seinem Vorgesetzten, Kriminaloberrat Zangel, sofort zu Denglers Haus aufbricht.
Inzwischen gelingt es Janosch Amsel, der durch seine Bewährungshelferin von Dengler erfahren hat, in das Haus einzudringen. Während Angelika Flierl nachsieht, wo ihr Kollege Neuhauser bleibt, droht Amsel, Dengler und seine Frau zu erschießen. Als Dengler fliehen will, schießt Amsel auf ihn und verletzt ihn am Arm. Flierl kommt dazu, muss aber ihre Waffe an Janosch übergeben. Als Schaller und Zangel eintreffen, stürmen sie zusammen mit Neuhauser das Haus. Schließlich gelingt es Schaller, Amsel zu überwältigen. Ein Geständnis Denglers und seiner Frau fehlt noch, das Ermittlerteam ist davon überzeugt, dass bei weiteren Recherchen genug Belastungsmaterial gegen das Paar gefunden werden kann.
Kriminaloberrat Zangel kann gegenüber den Medien erklären, dass unter seiner Leitung zwei gefährliche Killer aus dem Verkehr gezogen werden konnten und die Münchner wieder beruhigt schlafen könnten.

## Rezeption

### Einschaltquoten
Die Erstausstrahlung in Deutschland erfolgte am 26. November 2014 auf ZDFneo. Bei der Ausstrahlung im ZDF am 29. November 2014 schalteten 5,12 Millionen Zuschauer ein, was einen Marktanteil von 16,9 Prozent entspricht. Von den 14- bis 49-Jährigen schauten 0,88 Millionen Menschen, also etwa 8,6 Prozent, die Folge.

### Kritiken
Rainer Tittelbach von tittelbach.tv zieht folgendes Urteil zu dieser Folge: „Ein rachsüchtiger Krimineller übernimmt die Arbeit der Polizei. Die Charaktere machen ihrem bisherigen Image als Kommissarin ohne Selbstvertrauen, als Casanova-Cop und als ‚Psycho‘ alle Ehre, die Handlung ist noch ein bisschen dringlicher und die Inszenierung packender als bei ‚Wir sind die Neuen‘. Das Ernsthafte mit dem Lächerlichen kurzzuschließen, das Thema Angst mit spaßigen Momenten stimmig zu kombinieren […], gehört zu den großen Stärken der Reihe.“
Kino.de wertete ähnlich: „Schon der Auftaktfilm […] der ZDF-Reihe […] war im Frühjahr 2014 durch den humorigen Grundton und das ausgesprochen unkonventionelle Ermittler-Trio angenehm aufgefallen. Der Nachfolgefilm setzt noch eins drauf. […] Der spannende Fall um eine dubiose Bruder-Schwester-Beziehung ist verpackt in eine veritable Krimi-Groteske zwischen Lachen und Schauder und mit jeder Menge Lokalkolorit.“

### Auszeichnungen und Nominierungen
Alexander Held war im Rahmen der Bambi-Verleihung 2014 in der Kategorie Schauspieler National für seine Darstellung nominiert.